# 蘿拉·英格斯·懷德
蘿拉·英格斯·懷德（英語：Laura Ingalls Wilder，1867年2月7日—1957年2月10日）是一位美國作家，作品大部分是以蘿拉童年時代的西部開拓故事為背景的系列小說，最有名的小說是《草原上的小木屋》（Little House on the Prairie）。美國兒童圖書館服務協會（ALSC）頒發的兒童文學遺產獎，最初是以她的名字為獎項命名，同時她也是該獎項的第一位獲獎者。

## 生平

### 早年
蘿拉·伊麗莎白·英格斯（Laura Elizabeth Ingalls）出生在美國威斯康辛州佩平（Pepin）附近村莊的「大森林」裡，父親是查爾斯·飛利浦·英格斯（Charles Phillip Ingalls），母親則是卡洛琳·萊克·英格斯（Caroline Lake Ingalls，舊姓為Quiner）。蘿拉在英格斯夫婦的五個孩子中排行第二，她的兄弟姐妹分別是：14歲失明的大姊瑪麗·愛蜜莉亞·英格斯（Mary Amelia Ingalls）、妹妹卡洛琳·賽麗絲蒂亞·英格斯（Caroline Celestia Ingalls，暱稱為凱莉）、九個月大時死亡的弟弟查爾斯·弗雷德里克·英格斯（Charles Frederick Ingalls）和最小的妹妹葛瑞絲·珀兒·英格斯（Grace Pearl Ingalls）。蘿拉出生時住的原木小屋已經被留作紀念，被稱為路邊小屋（Little House Wayside）。
在蘿拉·英格斯·懷德的童年時代，英格斯一家經常遷居，曾經待過明尼蘇達州、南達科他州及愛荷華州等地。他們在1880年至1881年時，在南達科他州德斯密特(De Smet)遭遇到該州歷史上最嚴寒的冬季之一，後來這段故事也被她以《好長的冬天》來出版。蘿拉·英格斯·懷德也在這裡開始進入學校學習，並認識家境富裕的阿曼樂·懷德（Almanzo Wilder，1857年－1949年）。

## 婚姻
蘿拉·英格斯·懷德在1885年8月25日與阿曼樂·懷德結婚，並在1886年12月5日生下蘿絲·懷德（1886年－1968年），1889年生下一個兒子，不過隨即夭折。在他們婚姻開始的數年中，曾經遭遇到不少挫折，包括他們新生兒子早夭，房子遭到破壞、穀倉失火及遭遇飢荒等意外。阿曼樂·懷德後來因為感染白喉，導致身體部份癱瘓。這些事件可以在《新婚四年》的手稿中發現，小說在1971年出版，當時蘿絲·懷德已經去世了。

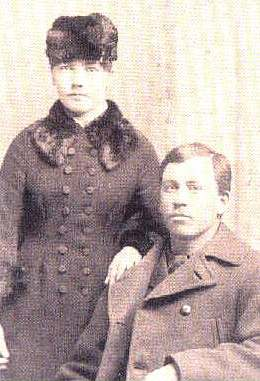
蘿拉·英格斯·懷德與阿曼樂·懷德，攝於1885年

懷德全家大約在1890年離開南達科他州，並在明尼蘇達州短暫停留1年，後來他們來到佛羅里達州韋斯特維爾，因為他們認為佛羅里達州的氣候對於阿曼樂·懷德的身體有幫助。他們在1892年回到南達科他州德斯密特，並買下一棟小屋。
懷德全家後來在1892年搬到密蘇里州曼斯菲（Mansfield），這也是這對夫婦最後一次搬家。他們開始在40英畝的貧瘠土地開墾，並在20年間將這片土地變成相對較富裕的農地。而他們的房子被稱為蘿拉·英格斯·懷德之屋。在1910年左右，懷德全家開始改建蘿拉·英格斯·懷德之屋及農場以增加生產量及產品。這項工程在1912年完成，這棟房屋成為擁有10個房間的華麗農舍。
在1920年及1930年代，蘿拉·英格斯·懷德曾長期待在國外，其中包括阿爾巴尼亞。當她逐漸成為知名作家之際，蘿拉在股票市場的投資成功獲利。對蘿拉來說，一個安逸且無憂無慮的退休生活似乎就在眼前，但是1929年華爾街股市崩潰卻嚴重打擊蘿拉全家的經濟狀況。於是蘿拉必須以寫作來支撐全家所有的開銷。
在大蕭條時期中，蘿拉·英格斯·懷德的母親及姊姊分別在1924年及1928年去世。這似乎也促使將過去生活的回憶寫成文章。蘿拉的第一本小說《大森林裡的小木屋》於1932年出版，並逐漸受到讀者喜愛。

## 晚年
蘿拉在1930年代末離開曼斯菲，居住在德州哈靈根和丹伯里。在這幾年當中，蘿拉及懷德經常都是獨自留在蘿拉·英格斯·懷德之屋。阿曼樂·懷德以92歲高齡在1949年去世，雖然蘿拉相當悲傷，但是她仍然獨自居住在曼斯菲。蘿拉·英格斯·懷德在1957年2月10日去世，在90歲生日僅僅3天之後。她曾經說我要活到90歲，因為「阿曼樂做到了」。
在蘿拉·英格斯·懷德去世後，蘿絲·懷德·連恩提供經費將蘿拉·英格斯·懷德之屋改造成一座博物館，這座博物館逐漸成名，每年也吸引許多遊客來到曼斯菲參觀。
蘿拉·英格斯·懷德在1993年進入密蘇里州名人堂，密蘇里州議會大廈中也擺放一尊蘿拉·英格斯·懷德的銅像。

## 作品
- 1932年：《大森林裡的小木屋》（Little House in the Big Woods）
- 1933年：《農莊男孩》（Farmer Boy）
- 1935年：《草原上的小木屋》（Little House on the Prairie）
- 1937年：《在梅溪邊》（On the Banks of Plum Creek）
- 1939年：《在銀湖岸》（By the Shores of Silver Lake）
- 1940年：《好長的冬天》（The Long Winter）
- 1941年：《草原小鎮》（Little Town on the Prairie）
- 1943年：《快樂的金色年代》（These Happy Golden Years）
- 1968年：《新婚四年》（The First Four Years）

## 外部連結
- Laura Ingalls Wilder, Frontier Girl （页面存档备份，存于）
- Pioneer Girl, Laura Ingalls Wilder A-Z （页面存档备份，存于）
- De Smet, South Dakota: The Little Town on the Prairie
- Mansfield, Missouri: Laura Ingalls Wilder Historic Home （页面存档备份，存于）
- Independence, Kansas: The Little House on the Prairie（页面存档备份，存于）
- Walnut Grove, Minnesota: Laura Ingalls Wilder Museum （页面存档备份，存于）
- Burr Oak, Iowa: Wilder Museum （页面存档备份，存于）
- Malone, New York: Almanzo Wilder Farm（页面存档备份，存于）
- Bibliography, transcriptions, and images of all of Laura's Missouri Ruralist articles（页面存档备份，存于）
- Laura Ingalls Wilder family letters:Highlights The Wisconsin Historical Society（页面存档备份，存于）
- Little House Wiki: Laura Ingalls Wilder （页面存档备份，存于）
- List of home sites